# Hypodontolaimus setosus
Hypodontolaimus setosus är en rundmaskart som först beskrevs av Butschli 1874.  Hypodontolaimus setosus ingår i släktet Hypodontolaimus och familjen Chromadoridae. Arten är reproducerande i Sverige. Inga underarter finns listade i Catalogue of Life.